# Kiseljak
Kiseljak – miasto w Bośni i Hercegowinie,  w Federacji Bośni i Hercegowiny, w kantonie środkowobośniackim, siedziba gminy Kiseljak. Jest położone na północny wschód od Sarajewa i na południe od Zenicy. W 2011 roku liczyło 3554 mieszkańców, z czego większość stanowili Chorwaci.